# San Teodoro al Palatino
San Teodoro al Palatino ou São Teodoro no Palatino é uma igreja de Roma do século VI dedicada a São Teodoro de Amaseia e presenteada à comunidade ortodoxa de Roma pelo papa São João Paulo II em 2004. Está localizada à beira de uma antiga estrada romana que ligava o Fórum Romano ao Fórum Boário correndo pelo sopé noroeste do Monte Palatino. É uma das igrejas nacionais da comunidade grega na cidade.
O último cardeal-diácono protetor da diaconia de São Teodoro foi Vincenzo Fagiolo, que morreu em 22 de setembro de 2000.

## História

### Igreja Católica
É possível que o edifício da igreja tenha sido construído já no começo do século VI sobre as ruínas dos celeiros de Agripa. O formato circular, pouco usual, sugere que a antiga igreja pode ter sido construída aproveitando a parte central arruinada de um templo semelhante o bem preservado ninfeu antigamente chamado de Templo de Minerva Médica. Um antigo altar pagão foi colocado no átrio à frente da igreja e um mosaico paleocristão foi encontrado no local. O mosaico da abside é do século VI e mostra Cristo (de roupa preta com lati clavi dourado, o que, em vestes romanas, era indicativo de alto status) sentando numa orbe representando os céus, ladeado por Pedro, Paulo e pelos dois mártires, Teodoro e Cleônico (adicionados depois, durante a restauração de Nicolau V).
Tradicionalmente, a igreja é também uma das sete diaconias originais em Roma, designado a um diácono pelo papa Agatão por volta de 678, embora o primeiro diácono titular conhecido pelo nome foi um tal Roberto (c. 1073), que morreu antes de 1099.
Não existem evidências definitivas da existência da igreja antes do século IX. Como a dedicação ao santo venerado principalmente no oriente sugere, este era um período de forte influência bizantina em Roma. Ela foi reconstruída durante o papado de Nicolau V e teve seu antigo status de igreja titular suprimido pelo papa Sisto V. Em 1643, foi novamente reformada por Francesco Barberini. Finalmente, entre 1703 e 1705, foi novamente reconstruída e entregue à Sociedade do Sagrado Coração de Jesus pelo papa Clemente XI e seu arquiteto Carlo Fontana.
A diaconia de São Teodoro foi reestabelecida em 2 de dezembro de 1959 pelo papa João XXIII, com William Theodore Heard (1959–1970, pro hac vice cardeal-diácono titular entre  1970–1973).

### Igreja Ortodoxa
Papa São João Paulo II anunciou em novembro de 2000 que concederia ao Patriarcado Ecumênico de Constantinopla e à comunidade ortodoxa grega de Roma o uso de San Teodoro, com a inauguração oficial ocorrendo em 1 de julho de 2004 presidida pelo patriarca Bartolomeu I de Constantinopla.

## Interior
Atrás do átrio, fora da igreja, está um ossuário no qual se pode ver crânios e ossos empilhados através de uma grade. A Loba Capitolina estava abrigado nesta igreja até o século XVI.

## Galeria

Imagens da igreja
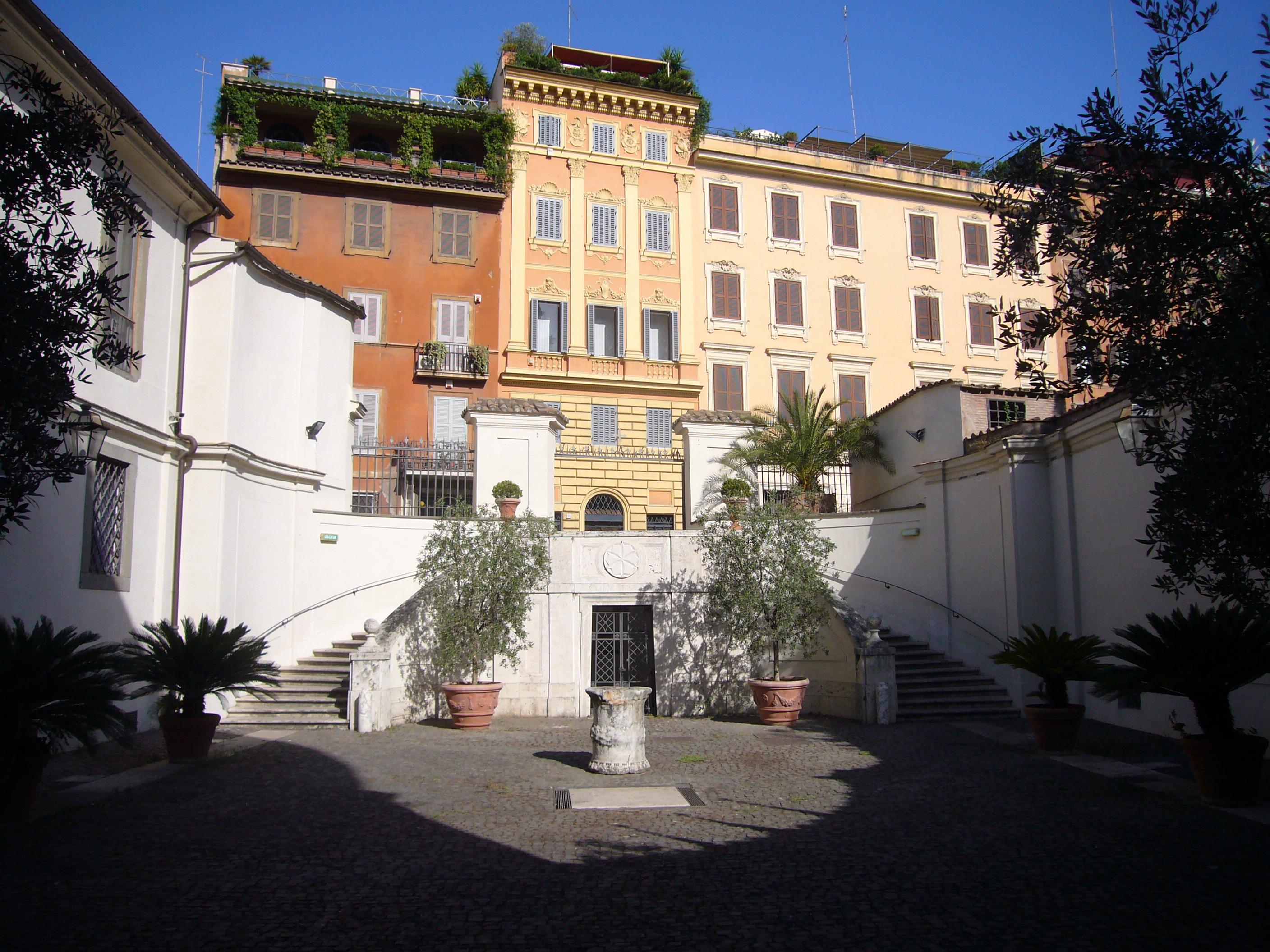
Pátio à frente
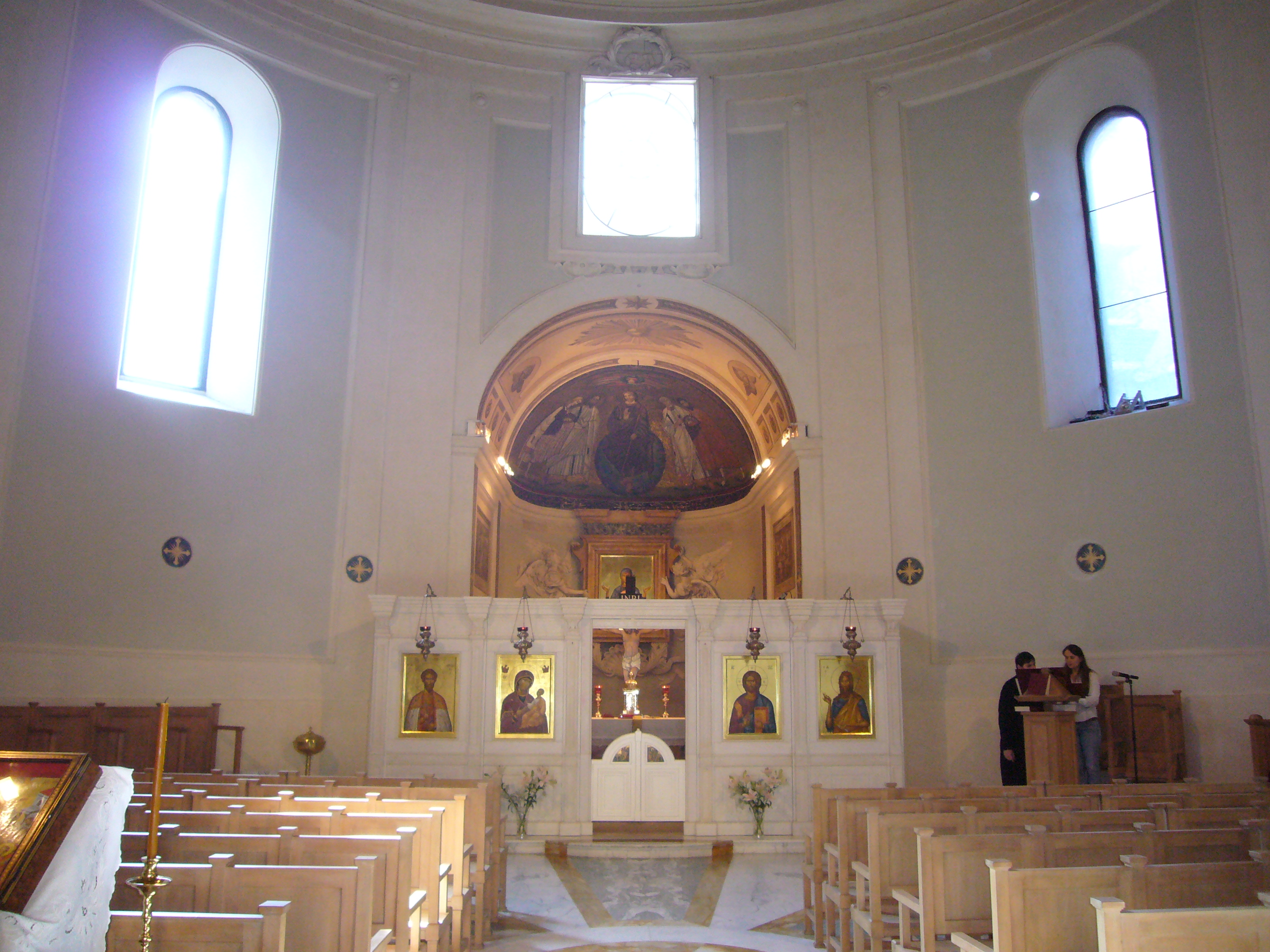
Vista do interior
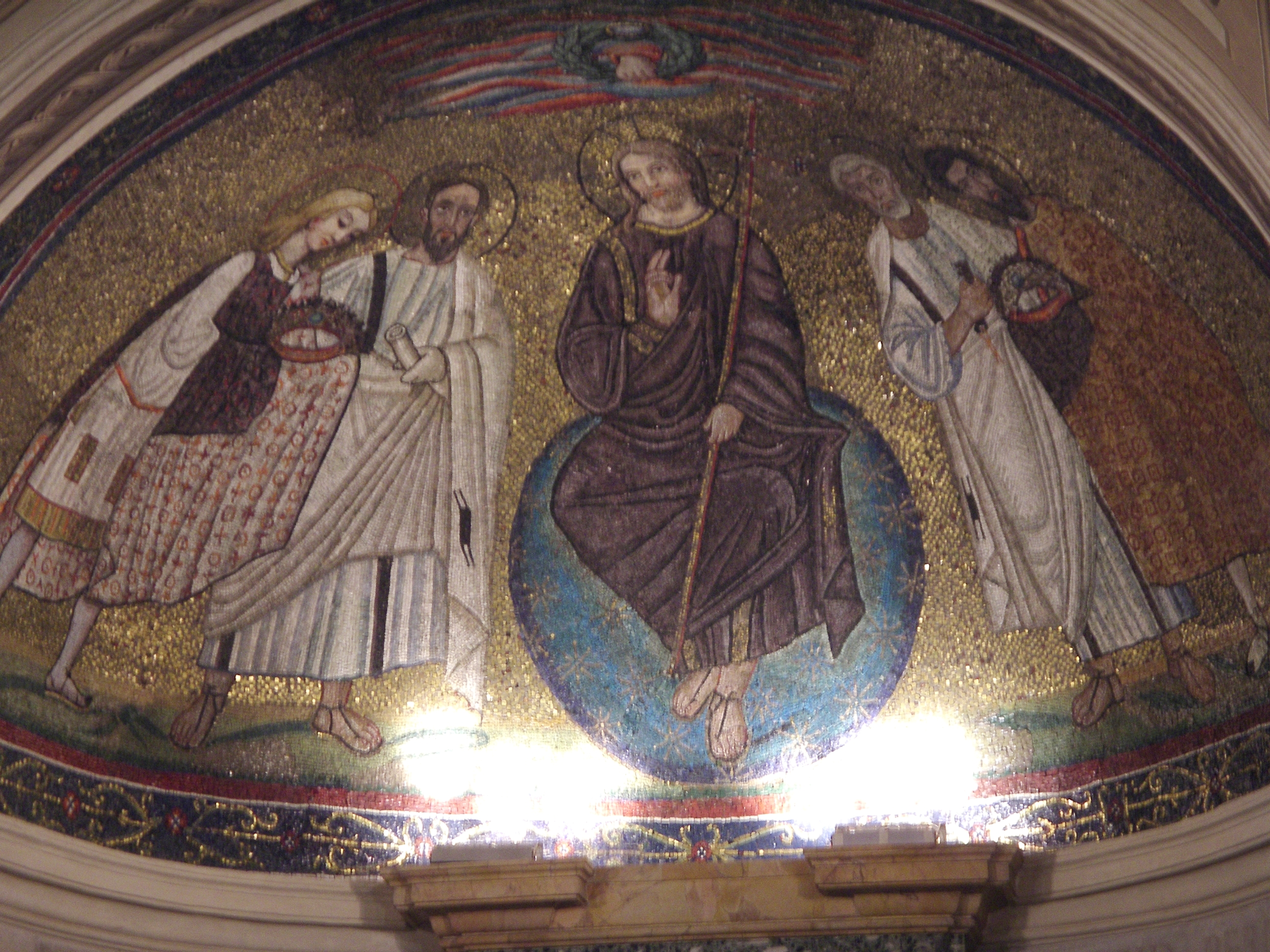
Mosaico da abside
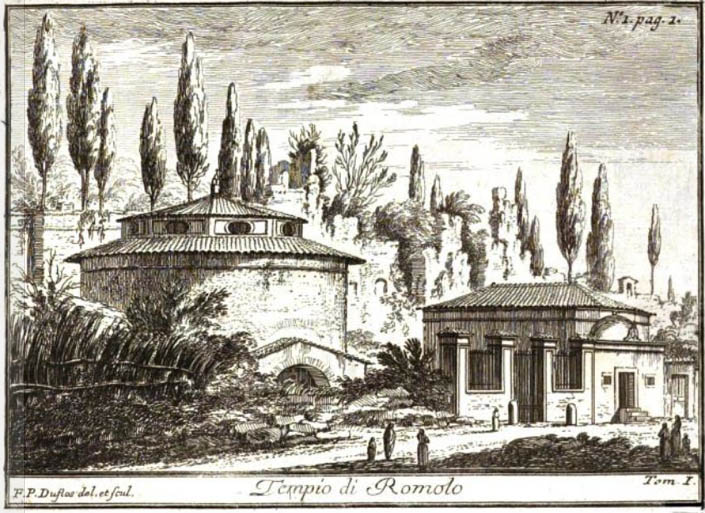
Gravura antiga atestando que a igreja era conhecida como "Templo de Rômulo" na época.